# Dennis Kimetto
Dennis Kipruto Kimetto of Dennis Kipruto Koech (22 januari 1984) is een Keniaanse atleet, gespecialiseerd in de lange afstand. Hij heeft het wereldrecord in handen op de 25 km en was op de marathon in 2014 de eerste atleet die een tijd onder de 2:03 realiseerde.

## Loopbaan
Op 1 april 2012 verbeterde Kimetto in Berlijn zijn persoonlijk record op de halve marathon tot 59.14. Een maand later won hij in dezelfde stad de 25 km van Berlijn in 1:11.18. Met deze prestatie verbeterde hij tevens het wereldrecord op deze afstand. Later dat jaar maakte hij zijn marathondebuut bij de marathon van Berlijn. Met een tijd van 2:04.16 finishte hij als tweede op slechts een seconde achter zijn landgenoot Geoffrey Mutai, die de wedstrijd won in 2:04.15. Zijn tijd was het snelste marathondebuut in de geschiedenis.
Twee maanden na Berlijn liep Kimetto de 15 km Montferland Run in 's-Heerenberg, zijn eerste wedstrijd in Nederland. Hij finishte er in 47.00 als dertiende.
Het jaar erop, in 2013, toonde Kimetto blijk van zijn kunnen met een tweede plaats op de marathon van Tokio (2:06.50) en door de Chicago Marathon te winnen in 2:03.45. Deze overwinning leverde hem $175.000 aan prijzengeld op.
Op 28 september 2014 won Kimetto de marathon van Berlijn in de wereldrecordtijd van 2:02.57 en dook zo als eerste in de geschiedenis onder de 2:03.00. Hij won hiermee $152.210 aan prijzengeld.

## Persoonlijke records
| Afstand        | Tijd            | Datum             | Plaats         |
| -------------- | --------------- | ----------------- | -------------- |
| 10.000 m       | 28.30           | 16 juli 2011      | Nairobi        |
| 15 km          | 42.57           | 17 februari 2012  | Ras Al Khaimah |
| 20 km          | 57.25           | 17 februari 2012  | Ras Al Khaimah |
| halve marathon | 59.14           | 1 april 2012      | Berlijn        |
| 25 km          | 1:11.18 (WR)    | 6 mei 2012        | Berlijn        |
| 30 km          | 1:27.38         | 28 september 2014 | Berlijn        |
| marathon       | 2:02.57 (ex-WR) | 28 september 2014 | Berlijn        |

## Palmares

### 15 km
- 2012: 6e Montferland Run - 45.13
- 2014: 13e Montferland Run - 47.00

### 10.000 m
- 2011:  Keniaanse WK selectie wedstrijden in Nairobi - 28.30,0

### 10 Eng. mijl
- 2013:  Internationaler Schortenser Jever Funlauf - 47.32

### halve marathon
- 2011:  halve marathon van Nairobi - 1:01.30
- 2012:  halve marathon van Ras al-Khaimah - 1:00.40
- 2012:  halve marathon van Berlijn - 59.14
- 2012:  halve marathon van Ras al-Khaimah - 1:00.40
- 2014: 15e City-Pier-City Loop - 1:04.35
- 2014:  halve marathon van Olomouc - 1:01.42

### 25 km
- 2012:  BIG in Berlijn - 1:11.18

### marathon
- 2012:  marathon van Berlijn - 2:04.16
- 2013:  marathon van Tokio - 2:06.50
- 2013:  Chicago Marathon - 2:03.45
- 2014:  marathon van Berlijn - 2:02.57 (WR)
- 2015:  marathon van Londen - 2:05.50
- 2015: DNF WK in Peking
- 2016: 9e marathon van Londen - 2:11.44
- 2018: 10e Shanghai Marathon - 2:14.54
- 2025: 15e Dubai Marathon - 2:14.56

- Gemeinsame Normdatei: 1147521840
- World Athletics: 14479171
- Virtual International Authority File: 139151246589344132203